# Station New Cross Gate
Station New Cross Gate is een spoorwegstation van London Overground aan de East London Line en van regionale spoorlijnen van Southern (Brighton Main Line). Het station is gelegen in de wijk New Cross in de London Borough of Lewisham, Zuid-Londen, Engeland. Het station is geopend in 1839. Het is de bedoeling dat New Cross Gate een station van Bakerloo Line wordt als deze lijn in 2030 verlengd is naar Lewisham.

## Niet te verwarren met
- Station New Cross